# Wereldkampioenschappen kunstschaatsen 2012

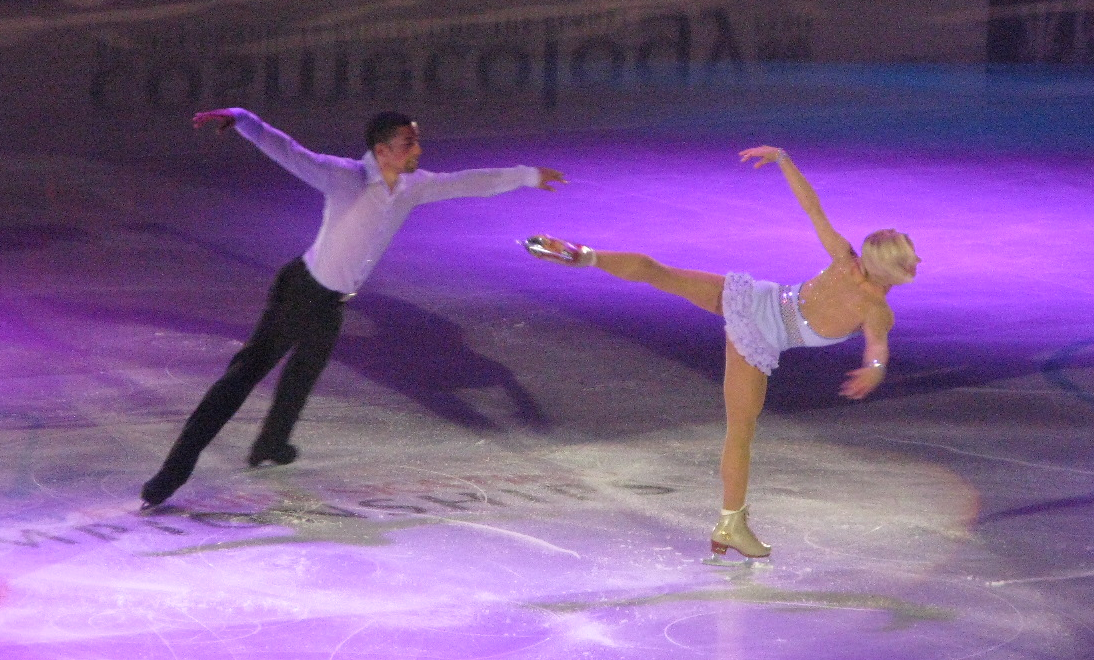
Goudenmedaillewinnaars Savchenko en Szolkowy in actie op het WK 2012

De Wereldkampioenschappen kunstschaatsen 2012 werden gevormd door vier toernooien die door de Internationale Schaatsunie (ISU) werden georganiseerd.
Voor de mannen was het de 102e editie, voor de vrouwen de 92e, voor de paren de 90e en voor de ijsdansers de 60e editie. De kampioenschappen vonden plaats van 26 maart tot en met 1 april in het Palais des Expositions "Acropolis" in Nice, Frankrijk. Het was de tweede keer dat de wereldkampioenschappen in Nice plaatsvonden, in 2000 was de eerste keer. Frankrijk was voor de achtste keer het gastland, Parijs was gaststad in 1936, 1949, 1952, 1958 en 1989, Lyon in 1971.
| Programma | Programma        | Programma        | Programma         | Programma          | Programma        | Programma         | Programma      |
| --------- | ---------------- | ---------------- | ----------------- | ------------------ | ---------------- | ----------------- | -------------- |
|           | maandag 26 maart | dinsdag 27 maart | woensdag 28 maart | donderdag 29 maart | vrijdag 30 maart | zaterdag 31 maart | zondag 1 april |
| IJsdansen | kwalificatie *   |                  | korte kür         | lange kür          |                  |                   | Gala           |
| Paren     | kwalificatie *   |                  | korte kür         |                    | lange kür        |                   | Gala           |
| Mannen    |                  | kwalificatie *   |                   |                    | korte kür        | lange kür         | Gala           |
| Vrouwen   |                  | kwalificatie *   |                   | korte kür          |                  | lange kür         | Gala           |

* De kwalificatie maakte geen deel uit van de officiële wedstrijden.

## Deelname
Elk bij de ISU aangesloten land kon één schaatser/één paar aanmelden per kampioenschap. Extra startplaatsen (met en maximum van drie per kampioenschap) zijn verdiend op basis van de eindklasseringen op het WK van 2011.
Voor België nam Kevin Van der Perren voor de elfde keer deel bij de mannen en Isabelle Pieman voor de vierde keer bij de vrouwen. Ook de Britse echtgenote van Van der Perren, Jenna McCorkell, nam deel aan dit WK.
Deelnemende landen
Er namen deelnemers uit een recordaantal van 55 landen deel aan de kampioenschappen. Er werden 158 startplaatsen ingevuld, een evenaring van het recordaantal van 2009.
(Tussen haakjes het totaal aantal startplaatsen in de vier toernooien.)
| Rusland (11) Verenigde Staten (9) Canada (8) Japan (8) Italië (7) Duitsland (6) Frankrijk (6) China (5) Bulgarije (4) Finland (4) Verenigd Koninkrijk (4) | Oostenrijk (4) Spanje (4) Tsjechië (4) Zwitserland (4) Australië (3) Hongarije (3) Israël (3) Litouwen (3) Oekraïne (3) Slowakije (3) Turkije (3) | Wit-Rusland (3) Zuid-Korea (3) België (2) Denemarken (2) Estland (2) Filipijnen (2) Kazachstan (2) Letland (2) Mexico (2) Oezbekistan (2) Polen (2) | Roemenië (2) Taiwan (2) Zweden (2) Armenië (1) Azerbeidzjan (1) Bosnië en Herzegovina (1) Brazilië (1) Georgië (1) Griekenland (1) Hongkong (1) Ierland (1) | India (1) Costa Rica (1) Luxemburg (1) Monaco (1) Noord-Korea (1) Noorwegen (1) Puerto Rico (1) Servië (1) Slovenië (1) Thailand (1) Zuid-Afrika (1) |

Georgië vulde de extra startplaats bij de vrouwen niet in, Japan vulde de extra startplaats bij de paren niet in.

## Medailleverdeling
Bij de mannen prolongeerde de Canadees Patrick Chan de wereldtitel. Voor Chan was het zijn vierde WK-medaille, in 2009 en 2010 werd hij beide keren tweede. De wereldkampioen van 2010, de Japanner Daisuke Takahashi, eindigde op de tweede plaats. Voor hem was het zijn derde WK-medaille, in 2007 werd hij tweede. Zijn debuterende landgenoot Yuzuru Hanyu eindigde op de derde plaats.
Bij de vrouwen werd Carolina Kostner de 46e vrouw die de wereldtitel veroverde en de eerste Italiaanse wereldkampioene. Het was de tweede wereldtitel voor Italië in het kunstschaatsen, in 2001 behaalde het ijsdanspaar Barbara Fusar-Poli / Maurizio Margaglio de eerste. De beide vrouwen op de plaatsen twee en drie, respectievelijk de Russin Alena Leonova en de Japanse Akiko Suzuki behaalden hun eerste WK-medaille. Het was voor Rusland de eerste WK-medaille (bij de vrouwen) sinds de wereldtitel in 2005 van Irina Sloetskaja.
Bij het paarrijden prolongeerde het Duitse paar Aliona Savchenko / Robin Szolkowy hun wereldtitel, het was hun vierde, in 2008 en 2009 behaalden ze de titel eerder. Het was hun zesde opeenvolgende medaille op het WK, in 2007 werden ze derde en in 2010 tweede. Net als in 2011 behaalde het Russische duo Tatjana Volosozjar / Maksim Trankov de tweede plaats, het was ook hun tweede WK medaille. Het Japanse paar Narumi Takahashi / Mervin Tran veroverde de bronzen medaille. Het was de eerste WK medaille voor Japan bij de paren (senioren).
Bij het ijsdansen behaalde het Canadese paar Tessa Virtue / Scott Moir hun tweede wereldtitel, in 2010 deden ze dit voor de eerste keer. Het was hun vijfde WK medaille die ze opeenvolgend behaalden; tweede in 2008 en 2011, derde in 2009. De wereldkampioenen van 2011, het Amerikaanse paar Meryl Davis / Charlie White, werden dit jaar tweede. Het was hun derde medaille, ook in 2010 werden ze tweede. Het Franse paar Nathalie Péchelat / Fabian Bourzat op plaats drie veroverden hun eerste WK medaille.
| Discipline | Goud                              | Zilver                              | Brons                              |
| ---------- | --------------------------------- | ----------------------------------- | ---------------------------------- |
| Mannen     | Patrick Chan                      | Daisuke Takahashi                   | Yuzuru Hanyu                       |
| Vrouwen    | Carolina Kostner                  | Alena Leonova                       | Akiko Suzuki                       |
| Paren      | Aliona Savchenko / Robin Szolkowy | Tatjana Volosozjar / Maksim Trankov | Narumi Takahashi / Mervin Tran     |
| IJsdansen  | Tessa Virtue / Scott Moir         | Meryl Davis / Charlie White         | Nathalie Pechalat / Fabian Bourzat |

## Uitslagen
| #                   | naam (deelname)           | land                           | punten | korte kür  | vrije kür   | kwalificatie (vrije kür) |
| ------------------- | ------------------------- | ------------------------------ | ------ | ---------- | ----------- | ------------------------ |
| Goud                | Patrick Chan (5)          | Vlag van Canada                | 266.11 | 89.41 (1)  | 176.70 (1)  |                          |
| Zilver              | Daisuke Takahashi (7)     | Vlag van Japan                 | 259.66 | 85.72 (3)  | 173.94 (3)  |                          |
| Brons               | Yuzuru Hanyu              | Vlag van Japan                 | 251.06 | 77.07 (7)  | 173.99 (2)  |                          |
| 4                   | Brian Joubert (11)        | Vlag van Frankrijk             | 244.58 | 83.47 (5)  | 161.11 (5)  |                          |
| 5                   | Florent Amodio (3)        | Vlag van Frankrijk             | 243.03 | 79.96 (6)  | 163.07 (4)  |                          |
| 6                   | Michal Březina (3)        | Vlag van Tsjechië              | 239.55 | 87.67 (2)  | 151.88 (7)  |                          |
| 7                   | Denis Ten (4)             | Vlag van Kazachstan            | 229.70 | 76.00 (8)  | 153.70 (6)  |                          |
| 8                   | Jeremy Abbott (4)         | Vlag van Verenigde Staten      | 226.19 | 74.85 (9)  | 151.34 (8)  |                          |
| 9                   | Javier Fernández (6)      | Vlag van Spanje                | 225.87 | 81.87 (5)  | 144.00 (14) |                          |
| 10                  | Samuel Contesti (5)       | Vlag van Italië                | 224.89 | 73.55 (11) | 151.34 (9)  |                          |
| 11                  | Takahiko Kozuka (5)       | Vlag van Japan                 | 218.63 | 71.78 (13) | 146.85 (11) |                          |
| 12                  | Kevin Reynolds (3)        | Vlag van Canada                | 217.20 | 72.95 (12) | 144.25 (13) |                          |
| 13                  | Adam Rippon (2)           | Vlag van Verenigde Staten      | 216.63 | 73.55 (10) | 143.08 (16) |                          |
| 14                  | Song Nan (2)              | Vlag van China                 | 216.33 | 69.58 (15) | 146.75 (12) | 130.75 (1)               |
| 15                  | Kevin Van der Perren (11) | Vlag van België                | 214.04 | 66.38 (18) | 147.66 (10) |                          |
| 16                  | Tomáš Verner (10)         | Vlag van Tsjechië              | 210.66 | 70.38 (14) | 140.28 (17) |                          |
| 17                  | Sergej Voronov (5)        | Vlag van Rusland               | 210.04 | 66.81 (17) | 143.23 (15) | 128.47 (2)               |
| 18                  | Artoer Gatsjinski (2)     | Vlag van Rusland               | 205.06 | 68.50 (16) | 136.56 (18) |                          |
| 19                  | Misha Ge (2)              | Vlag van Oezbekistan           | 186.41 | 65.29 (19) | 121.12 (23) | 124.41 (4)               |
| 20                  | Peter Liebers (5)         | Vlag van Duitsland             | 184.13 | 58.21 (23) | 125.92 (19) |                          |
| 21                  | Christopher Caluza        | Vlag van Filipijnen            | 184.10 | 61.87 (20) | 122.23 (20) | 112.08 (8)               |
| 22                  | Viktor Pfeifer (6)        | Vlag van Oostenrijk            | 182.54 | 60.61 (21) | 121.93 (21) | 120.48 (6)               |
| 23                  | Kim Lucine (2)            | Vlag van Monaco                | 181.37 | 59.93 (22) | 121.44 (22) | 122.58 (5)               |
| 24                  | Javier Raya               | Vlag van Spanje                | 167.48 | 57.22 (24) | 110.26 (24) | 111.66 (9)               |
| Finale niet bereikt |                           |                                |        |            |             |                          |
| 25                  | Maciej Cieplucha (2)      | Vlag van Polen                 |        | 57.18 (25) |             | 126.50 (3)               |
| 26                  | Alexander Majorov (2)     | Vlag van Zweden                |        | 56.57 (26) |             | 115.78 (7)               |
| 27                  | Kim Min-seok (4)          | Vlag van Zuid-Korea            |        | 55.42 (27) |             | 110.24 (11)              |
| 28                  | Dmitri Ignatenko          | Vlag van Oekraïne              |        | 52.93 (28) |             |                          |
| 29                  | Oleksij Bytsjenko         | Vlag van Israël                |        | 52.76 (29) |             | 108.51 (12)              |
| 30                  | Justus Strid (2)          | Vlag van Denemarken            |        | 50.55 (30) |             | 110.45 (10)              |
| Alleen kwalificatie |                           |                                |        |            |             |                          |
|                     | Ari-Pekka Nurmenkari (8)  | Vlag van Finland               |        |            |             | 100.16 (13)              |
|                     | Zoltán Kelemen (5)        | Vlag van Roemenië              |        |            |             | 097.75 (14)              |
|                     | Brendan Kerry             | Vlag van Australië             |        |            |             | 095.40 (15)              |
|                     | Laurent Alvarez           | Vlag van Zwitserland           |        |            |             | 093.24 (16)              |
|                     | Damjan Ostojič            | Vlag van Bosnië en Herzegovina |        |            |             | 093.11 (17)              |
|                     | Slavik Hajrapetjan        | Vlag van Armenië               |        |            |             | 092.84 (18)              |
|                     | Luke Chilcott             | Vlag van Verenigd Koninkrijk   |        |            |             | 091.92 (19)              |
|                     | Jordan Ju                 | Vlag van Taiwan                |        |            |             | 089.56 (20)              |
|                     | Márton Markó              | Vlag van Hongarije             |        |            |             | 086.08 (21)              |
|                     | Ali Demirboga             | Vlag van Turkije               |        |            |             | 084.34 (22)              |
|                     | Vitali Luchanok (2)       | Vlag van Wit-Rusland           |        |            |             | 083.97 (23)              |
|                     | Saulius Ambrulevicius (4) | Vlag van Litouwen              |        |            |             | 082.40 (24)              |
|                     | Taras Rajec               | Vlag van Slowakije             |        |            |             | 081.81 (25)              |
|                     | Manol Atanassov           | Vlag van Bulgarije             |        |            |             | 079.14 (26)              |
|                     | Harry Hau Yin Lee (2)     | Vlag van Hongkong              |        |            |             | 066.56 (27)              |

| #                   | naam (deelname)          | land                         | punten | korte kür  | vrije kür  | kwalificatie (vrije kür) |
| ------------------- | ------------------------ | ---------------------------- | ------ | ---------- | ---------- | ------------------------ |
| Goud                | Carolina Kostner (10)    | Vlag van Italië              | 189.94 | 61.00 (3)  | 128.94 (1) |                          |
| Zilver              | Alena Leonova (4)        | Vlag van Rusland             | 184.28 | 64.61 (1)  | 119.67 (4) |                          |
| Brons               | Akiko Suzuki (2)         | Vlag van Japan               | 180.68 | 59.38 (5)  | 121.30 (2) |                          |
| 4                   | Ashley Wagner (2)        | Vlag van Verenigde Staten    | 176.77 | 56.42 (8)  | 120.35 (3) |                          |
| 5                   | Kanako Murakami (2)      | Vlag van Japan               | 175.41 | 62.67 (2)  | 112.74 (5) |                          |
| 6                   | Mao Asada (6)            | Vlag van Japan               | 164.52 | 59.49 (4)  | 105.03 (6) |                          |
| 7                   | Zhang Kexin              | Vlag van China               | 157.57 | 55.00 (9)  | 102.57 (7) |                          |
| 8                   | Valentina Marchei (5)    | Vlag van Italië              | 150.10 | 52.14 (11) | 97.96 (9)  | 88.92 (4)                |
| 9                   | Ksenia Makarova (3)      | Vlag van Rusland             | 149.48 | 58.51 (6)  | 90.97 (14) |                          |
| 10                  | Elene Gedevanisjvili (7) | Vlag van Georgië             | 149.20 | 58.49 (7)  | 90.71 (15) |                          |
| 11                  | Viktoria Helgesson (5)   | Vlag van Zweden              | 148.54 | 54.19 (10) | 94.35 (11) |                          |
| 12                  | Yrétha Silété            | Vlag van Frankrijk           | 148.18 | 48.42 (15) | 99.76 (8)  |                          |
| 13                  | Elena Glebova (7)        | Vlag van Estland             | 144.28 | 49.04 (14) | 95.24 (10) | 92.52 (2)                |
| 14                  | Jenna McCorkell (8)      | Vlag van Verenigd Koninkrijk | 143.84 | 50.42 (12) | 93.42 (12) | 95.63 (1)                |
| 15                  | Sonia Lafuente (5)       | Vlag van Spanje              | 140.24 | 47.36 (18) | 92.88 (13) | 91.84 (3)                |
| 16                  | Amélie Lacoste (2)       | Vlag van Canada              | 138.60 | 49.37 (13) | 89.23 (17) |                          |
| 17                  | Natalia Popova           | Vlag van Oekraïne            | 136.36 | 46.60 (20) | 89.76 (16) | 77.57 (8)                |
| 18                  | Juulia Turkkila (2)      | Vlag van Finland             | 135.56 | 47.75 (17) | 87.81 (18) |                          |
| 19                  | Polina Korobejnikova     | Vlag van Rusland             | 129.98 | 46.71 (19) | 83.27 (19) | 81.70 (7)                |
| 20                  | Sarah Hecken (3)         | Vlag van Duitsland           | 129.20 | 46.39 (21) | 82.81 (20) |                          |
| 21                  | Kerstin Frank (3)        | Vlag van Oostenrijk          | 126.17 | 45.80 (22) | 80.37 (21) | 85.09 (5)                |
| 22                  | Alissa Czisny (4)        | Vlag van Verenigde Staten    | 124.11 | 48.31 (16) | 75.80 (22) |                          |
| 23                  | Romy Bühler              | Vlag van Zwitserland         | 116.21 | 44.02 (24) | 72.19 (23) | 81.74 (6)                |
| 24                  | Alisa Mikonsaari         | Vlag van Finland             | 110.40 | 44.16 (23) | 66.24 (24) |                          |
| Finale niet bereikt |                          |                              |        |            |            |                          |
| 25                  | Victoria Muniz (4)       | Vlag van Puerto Rico         |        | 43.27 (25) |            | 75.06 (9)                |
| 26                  | Isabelle Pieman (4)      | Vlag van België              |        | 38.45 (26) |            |                          |
| 27                  | Alina Fjodorova          | Vlag van Letland             |        | 38.06 (27) |            | 73.64 (10)               |
| 28                  | Kwak Min-jeong (3)       | Vlag van Zuid-Korea          |        | 36.91 (28) |            |                          |
| 29                  | Clara Peters (4)         | Vlag van Ierland             |        | 34.03 (29) |            | 73.36 (11)               |
| 30                  | Lejeanne Marais (4)      | Vlag van Zuid-Afrika         |        | 32.22 (30) |            | 70.50 (12)               |
| Alleen kwalificatie |                          |                              |        |            |            |                          |
|                     | Melinda Wang (3)         | Vlag van Taiwan              |        |            |            | 70.43 (13)               |
|                     | Reyna Hamui              | Vlag van Mexico              |        |            |            | 69.84 (14)               |
|                     | Sıla Saygı               | Vlag van Turkije             |        |            |            | 68.85 (15)               |
|                     | Inga Janulevičiūtė       | Vlag van Litouwen            |        |            |            | 68.51 (16)               |
|                     | Karina Johnson (3)       | Vlag van Denemarken          |        |            |            | 68.46 (17)               |
|                     | Mimi Tanasorn Chindasook | Vlag van Thailand            |        |            |            | 67.62 (18)               |
|                     | Fleur Maxwell (3)        | Vlag van Luxemburg           |        |            |            | 67.44 (19)               |
|                     | Suhr Chae-yeon           | Vlag van Zuid-Korea          |        |            |            | 67.17 (20)               |
|                     | Daša Grm (2)             | Vlag van Slovenië            |        |            |            | 66.45 (21)               |
|                     | Chantelle Kerry          | Vlag van Australië           |        |            |            | 65.48 (22)               |
|                     | Eliška Březinová         | Vlag van Tsjechië            |        |            |            | 65.47 (23)               |
|                     | Anine Rabe               | Vlag van Noorwegen           |        |            |            | 64.92 (24)               |
|                     | Sabina Măriuţă (2)       | Vlag van Roemenië            |        |            |            | 64.52 (25)               |
|                     | Alexandra Kunova         | Vlag van Slowakije           |        |            |            | 61.09 (26)               |
|                     | Georgia Glastris (3)     | Vlag van Griekenland         |        |            |            | 60.49 (27)               |
|                     | Ami Parekh               | Vlag van India               |        |            |            | 58.06 (28)               |
|                     | Zhaira Costiniano        | Vlag van Filipijnen          |        |            |            | 56.46 (29)               |
|                     | Daniela Stoeva           | Vlag van Bulgarije           |        |            |            | 56.38 (30)               |
|                     | Marina Seeh (3)          | Vlag van Servië              |        |            |            | 52.65 (31)               |
|                     | Mirna Libric (4)         | Vlag van Kroatië             |        |            |            | 52.16 (32)               |
|                     | Viktória Pavuk (4)       | Vlag van Hongarije           |        |            |            | 51.43 (33)               |

| #                   | naam (deelname)                                 | land                         | punten | korte kür  | vrije kür   | kwalificatie (vrije kür) |
| ------------------- | ----------------------------------------------- | ---------------------------- | ------ | ---------- | ----------- | ------------------------ |
| Goud                | Aliona Savchenko (9) Robin Szolkowy (8)         | Vlag van Duitsland           | 201.49 | 68.63 (1)  | 132.86 (2)  |                          |
| Zilver              | Tatjana Volosozjar (9) Maksim Trankov (7)       | Vlag van Rusland             | 201.38 | 60.48 (8)  | 140.90 (1)  |                          |
| Brons               | Narumi Takahashi (2) Mervin Tran (2)            | Vlag van Japan               | 189.69 | 65.37 (3)  | 124.32 (3)  |                          |
| 4                   | Pang Qing (14) Tong Jian (14)                   | Vlag van China               | 186.05 | 67.10 (2)  | 118.95 (6)  |                          |
| 5                   | Meagan Duhamel (4) Eric Radford (2)             | Vlag van Canada              | 185.41 | 63.69 (5)  | 121.72 (5)  |                          |
| 6                   | Vera Bazarova (3) Joeri Larionov (3)            | Vlag van Rusland             | 183.68 | 65.02 (4)  | 118.66 (7)  |                          |
| 7                   | Yuko Kawaguchi (9) Alexander Smirnov (6)        | Vlag van Rusland             | 182.42 | 59.59 (11) | 122.83 (4)  |                          |
| 8                   | Caydee Denney (3) John Coughlin (2)             | Vlag van Verenigde Staten    | 180.37 | 62.48 (7)  | 117.89 (8)  |                          |
| 9                   | Sui Wenjing Han Cong                            | Vlag van China               | 179.44 | 63.27 (6)  | 116.17 (9)  | 116.57 (1)               |
| 10                  | Mary Beth Marley Rockne Brubaker (2)            | Vlag van Verenigde Staten    | 170.90 | 59.62 (10) | 111.28 (10) |                          |
| 11                  | Stefania Berton (3) Ondřej Hotárek (5)          | Vlag van Italië              | 168.16 | 60.39 (9)  | 107.77 (11) |                          |
| 12                  | Jessica Dubé (6) Sébastien Wolfe                | Vlag van Canada              | 156.36 | 55.83 (12) | 100.53 (12) |                          |
| 13                  | Maylin Hausch (4) Daniel Wende (4)              | Vlag van Duitsland           | 145.80 | 48.48 (15) | 097.32 (13) |                          |
| 14                  | Mari Vartmann (3) Aaron Van Cleave              | Vlag van Duitsland           | 143.29 | 47.91 (16) | 095.38 (14) | 90.48 (3)                |
| 15                  | Nicole Della Monica (2) Matteo Guarise          | Vlag van Italië              | 137.31 | 49.07 (14) | 088.24 (15) | 77.40 (7)                |
| 16                  | Vanessa James (3) Morgan Ciprès                 | Vlag van Frankrijk           | 130.70 | 50.51 (13) | 080.19 (16) | 96.48 (2)                |
| Finale niet bereikt |                                                 |                              |        |            |             |                          |
| 17                  | Danielle Montalbano (3) Evgeni Krasnopolski (3) | Vlag van Israël              |        | 44.69 (17) |             | 84.71 (5)                |
| 18                  | Anaïs Morand (3) Timothy Leeman                 | Vlag van Zwitserland         |        | 44.59 (18) |             | 73.19 (8)                |
| 19                  | Stacey Kemp (7) David King (7)                  | Vlag van Verenigd Koninkrijk |        | 39.33 (19) |             | 89.30 (4)                |
| 20                  | Ri Ji-hyang Thae Won-hyok                       | Vlag van Noord-Korea         |        | 36.23 (20) |             | 84.28 (6)                |
| Alleen kwalificatie |                                                 |                              |        |            |             |                          |
|                     | Ljoebov Bakirova (2) Mikalai Kamiantsjoek (2)   | Vlag van Wit-Rusland         |        |            |             | 71.58 (9)                |
|                     | Stina Martini (2) Severin Kiefer (2)            | Vlag van Oostenrijk          |        |            |             | 64.72 (10)               |
|                     | Elizaveta Makarova Leri Kenchadze (2)           | Vlag van Bulgarije           |        |            |             | 55.13 (11)               |

| #                   | naam (deelname)                             | land                         | punten | korte kür  | vrije kür   | kwalificatie (vrije kür) |
| ------------------- | ------------------------------------------- | ---------------------------- | ------ | ---------- | ----------- | ------------------------ |
| Goud                | Tessa Virtue (6) Scott Moir (6)             | Vlag van Canada              | 182.65 | 72.31 (1)  | 110.34 (1)  |                          |
| Zilver              | Meryl Davis (6) Charlie White (6)           | Vlag van Verenigde Staten    | 178.62 | 70.98 (2)  | 107.64 (2)  |                          |
| Brons               | Nathalie Pechalat (9) Fabian Bourzat (9)    | Vlag van Frankrijk           | 173.18 | 69.13 (3)  | 104.05 (3)  |                          |
| 4                   | Kaitlyn Weaver (4) Andrew Poje (4)          | Vlag van Canada              | 166.65 | 66.47 (4)  | 110.18 (4)  |                          |
| 5                   | Jelena Ilinych (2) Nikita Katsalapov (2)    | Vlag van Rusland             | 161.00 | 65.34 (5)  | 095.66 (5)  | 92.40 (1)                |
| 6                   | Anna Cappellini (6) Luca Lanotte (6)        | Vlag van Italië              | 160.62 | 65.11 (6)  | 095.51 (6)  |                          |
| 7                   | Jekaterina Bobrova (4) Dmitri Solovjov (4)  | Vlag van Rusland             | 150.75 | 58.29 (9)  | 092.46 (7)  |                          |
| 8                   | Maia Shibutani (2) Alex Shibutani (2)       | Vlag van Verenigde Staten    | 144.72 | 62.35 (11) | 082.37 (11) |                          |
| 9                   | Jekaterina Riazanova Ilia Tkasjenko         | Vlag van Rusland             | 144.43 | 58.19 (10) | 086.24 (8)  |                          |
| 10                  | Madison Hubbell Zachary Donohue             | Vlag van Verenigde Staten    | 143.95 | 59.56 (8)  | 084.39 (10) |                          |
| 11                  | Nelli Zhiganshina (4) Alexander Gazsi (4)   | Vlag van Duitsland           | 141.36 | 56.29 (11) | 085.07 (9)  |                          |
| 12                  | Huang Xintong (4) Zheng Xun (4)             | Vlag van China               | 130.27 | 51.35 (13) | 78.92 (13)  | 079.69 (2)               |
| 13                  | Kharis Ralph Asher Hill                     | Vlag van Canada              | 129.55 | 50.75 (15) | 078.80 (14) |                          |
| 14                  | Penny Coomes (2) Nicholas Buckland (2)      | Vlag van Verenigd Koninkrijk | 129.31 | 54.35 (12) | 074.96 (17) | 79.09 (4)                |
| 15                  | Siobhan Heekin-Canedy (2) Dmitri Dun        | Vlag van Oekraïne            | 128.75 | 48.70 (17) | 080.05 (12) |                          |
| 16                  | Lorenza Alessandrini Simone Vaturi          | Vlag van Italië              | 126.89 | 51.18 (14) | 075.71 (16) | 73.96 (7)                |
| 17                  | Julia Zlobina Alexei Sitnikov               | Vlag van Azerbeidzjan        | 126.57 | 48.15 (19) | 078.42 (15) | 77.80 (5)                |
| 18                  | Isabella Tobias (2) Deividas Stagniūnas (5) | Vlag van Litouwen            | 124.07 | 50.22 (16) | 073.85 (19) |                          |
| 19                  | Sara Hurtado (2) Adrià Díaz (2)             | Vlag van Spanje              | 123.12 | 48.68 (18) | 074.44 (18) | 76.26 (6)                |
| 20                  | Danielle O'Brien (5) Gregory Merriman (5)   | Vlag van Australië           | 112.23 | 47.92 (20) | 064.31 (20) | 71.37 (8)                |
| Finale niet bereikt |                                             |                              |        |            |             |                          |
| 21                  | Pernelle Carron (4) Lloyd Jones (2)         | Vlag van Frankrijk           |        | 47.75 (21) |             |                          |
| 22                  | Irina Shtork Taavi Rand                     | Vlag van Estland             |        | 47.24 (22) |             | 79.17 (3)                |
| 23                  | Zsuzsanna Nagy (3) Máté Fejes (3)           | Vlag van Hongarije           |        | 45.70 (23) |             | 70.84 (10)               |
| 24                  | Cathy Reed (5) Chris Reed (5)               | Vlag van Japan               |        | 44.19 (24) |             |                          |
| 25                  | Anna Nagornyuk Viktor Kovalenko             | Vlag van Oezbekistan         |        | 44.08 (25) |             | 70.88 (9)                |
| Alleen kwalificatie |                                             |                              |        |            |             |                          |
|                     | Gabriela Kubová Dmitri Kiselev              | Vlag van Tsjechië            |        |            |             | 70.39 (11)               |
|                     | Federica Testa Lukáš Csölley                | Vlag van Slowakije           |        |            |             | 68.42 (12)               |
|                     | Henna Lindholm Ossi Kanervo                 | Vlag van Finland             |        |            |             | 68.42 (13)               |
|                     | Alexandra Zvorigina Maciej Bernadowski      | Vlag van Polen               |        |            |             | 68.29 (14)               |
|                     | Ramona Elsener (2) Florian Roost (2)        | Vlag van Zwitserland         |        |            |             | 66.29 (15)               |
|                     | Alisa Agafonova Alper Ucar (6)              | Vlag van Turkije             |        |            |             | 64.61 (16)               |
|                     | Ksenia Pecherkina Aleksandrs Jakushin       | Vlag van Letland             |        |            |             | 62.15 (17)               |
|                     | Corenne Bruhns (2) Ryan Van Natten          | Vlag van Mexico              |        |            |             | 61.11 (18)               |
|                     | Ekaterina Burgov Vasili Rogov               | Vlag van Israël              |        |            |             | 60.81 (19)               |
|                     | Cortney Mansour Daryn Zhunussov             | Vlag van Kazachstan          |        |            |             | 58.92 (20)               |
|                     | Barbora Silná (3) Juri Kurakin (3)          | Vlag van Oostenrijk          |        |            |             | 57.78 (21)               |
|                     | Alexandra Chistiakova Dimitar Lichev (2)    | Vlag van Bulgarije           |        |            |             | 55.22 (22)               |
|                     | Lesia Valadzenkava (2) Vitali Vakunov (2)   | Vlag van Wit-Rusland         |        |            |             | 53.00 (23)               |

Medaillewinnaars

Mannen · 
Vrouwen ·
Paren · 
IJsdansen

 Toernooi

1896 · 
1897 · 
1898 · 
1899 · 
1900 · 
1901 · 
1902 · 
1903 · 
1904 · 
1905 · 
1906 · 
1907 · 
1908 · 
1909 · 
1910 · 
1911 · 
1912 · 
1913 · 
1914 · 
1915-1921 · 
1922 · 
1923 · 
1924 · 
1925 · 
1926 · 
1927 · 
1928 · 
1929 · 
1930 · 
1931 · 
1932 · 
1933 · 
1934 · 
1935 · 
1936 · 
1937 · 
1938 · 
1939 ·
1940-1946 · 
1947 · 
1948 · 
1949 · 
1950 · 
1951 · 
1952 · 
1953 · 
1954 · 
1955 · 
1956 · 
1957 · 
1958 · 
1959 · 
1960 · 
1961 · 
1962 · 
1963 · 
1964 · 
1965 · 
1966 · 
1967 · 
1968 · 
1969 · 
1970 · 
1971 · 
1972 · 
1973 · 
1974 · 
1975 · 
1976 · 
1977 · 
1978 · 
1979 · 
1980 · 
1981 · 
1982 · 
1983 · 
1984 · 
1985 · 
1986 · 
1987 · 
1988 · 
1989 · 
1990 · 
1991 · 
1992 · 
1993 · 
1994 · 
1995 ·
1996 · 
1997 · 
1998 · 
1999 · 
2000 · 
2001 · 
2002 · 
2003 · 
2004 · 
2005 · 
2006 ·
2007 ·
2008 ·
2009 ·
2010 ·
2011 ·
2012 ·
2013 ·
2014 ·
2015 ·
2016 ·
2017 ·
2018 ·
2019 · 
2020 · 
2021 ·
2022 ·
2023 ·
2024

 ISU-kampioenschappen

WK kunstschaatsen junioren ·
EK kunstschaatsen ·
Viercontinentenkampioenschap ·
Olympische Spelen